# 朝日さす前
『朝日さす前』（あさひさすまえ）は、1920年（大正9年）製作・公開、田中栄三監督による日本のサイレント映画である。日活向島撮影所に初めて女優が出演した作品で、「第三部」設立第1作である。

## 略歴・概要
従来、立花貞二郎、衣笠貞之助ら女形の俳優が女性の配役を演じてきた日活向島撮影所であったが、1919年（大正8年）9月13日、日本初の映画女優となる花柳はるみが主演した『深山の乙女』と『生の輝き』を映画芸術協会が発表、1920年（大正9年）6月、松竹キネマが松竹蒲田撮影所を開き、同年11月1日に『島の女』を公開するに至り、第三部を設置、酒井米子、中山歌子らを採用し、女優の出演する映画の製作を開始した。本作はその第1作である。
興行に関して日活は、赤坂の洋画専門館葵館をフラッグシップ館としてブッキングし、従来の日活向島作品との差異化を図った。本作は、同年12月31日、1921年（大正10年）の正月映画として公開された。同日、従来の日活の2つの番線である浅草公園六区のオペラ館と三友館では、それぞれ小口忠監督の『謎の女』、『文廼家染吉』が公開されている。
本作の上映用プリントは、東京国立近代美術館フィルムセンターに所蔵されておらず、マツダ映画社も所蔵していない。上記の点で日本映画史上、エポックメイキングな作品であるが、現状、観賞することの不可能な作品である。

## スタッフ・作品データ
- 監督 : 田中栄三
- 脚本 : 藤井泰三
- 撮影・編集・現像 : 高城泰策
- 製作 : 日活向島撮影所第三部
- 上映時間（巻数） : 60分 （6巻）
- フォーマット : 白黒映画 - スタンダードサイズ（1.33:1） - サイレント映画
- 初回興行 : 赤坂・葵館

## キャスト
- 林幹 - 株式仲買店主 岡田徳太郎 / 其番頭 志村浅吉 （二役）
- 森英治郎 - その養子 岡田春衛
- 酒井米子 - 妻にして徳次郎の長女 美智子
- 吉野静江 - 女将 月の家のおたき
- 中山歌子 - 芸妓 月の家政弥
- 松葉芳子 - 芸妓 月の家紋弥
- 吉村まさ子 - 芸妓 月の家色子
- 新井淳 - 実業家 篠村賢策
- 白崎菊次郎 - 春衛の友人 香川政太郎
- 丸山八重子 - 岡田の女中 おきく / カフェーの女給 おたね （二役）
- 小木文子 - カフェーの女給 おとく
- 中山愛子 - カフェーの女給 おるい
- 多田栄三 - 岡田 手代
- 高橋尚 - 温泉宿の番頭
- 石井栄 - カフェーの青年

## 註
1. ↑  謎の女、日本映画データベース、2009年12月17日閲覧。
2. ↑  文廼家染吉、日本映画データベース、2009年12月17日閲覧。
3. ↑  所蔵映画フィルム検索システム、東京国立近代美術館フィルムセンター、2009年12月17日閲覧。
4. ↑  主な所蔵リスト 劇映画＝邦画篇、マツダ映画社、2009年12月17日閲覧。